# Karel Bělohoubek
Karel Bělohoubek (* 29. Dezember 1942 in Žarošice; † 31. Dezember 2016 in Prag) war ein tschechischer Komponist, Dirigent, Klarinettist und Fagottist.
Schon recht früh entschied er sich, in ein Blasorchester des Militärs einzutreten. So studierte er von 1956 bis 1959 Fagott und Klarinette in der Militärmusikschule in Raudnitz an der Elbe in der Nähe von Leitmeritz. 
Nach dem Studium 1959 wurde er Mitglied der Militärkapelle in Mies und verblieb hier bis 1961. Im selben Jahr wurde er nach Prag versetzt und wirkte dort zunächst in einer Garnisons-Militärkapelle und später im Zentralorchester der tschechoslowakischen Armee. Zeitgleich setzte er am Prager Konservatorium seine Fagott-Studien bei Karel Pivoňka und Dirigieren bei Bohuslav Čížek fort. 1978 wurde er Dirigent beim Zentralorchester der tschechoslowakischen Armee in Prag; 1987 wurde er Chef-Dirigent und blieb es bis zur Pensionierung 1999. 
Bereits in jungen Studentenjahren hat er sich für Instrumentation interessiert und seine Fähigkeiten als Arrangeur und Komponist ständig fortgebildet. So fertigte er zunächst Arrangements für Blasorchester zur Ouvertüre zur Oper Die verkaufte Braut von Bedřich Smetana, zum Boléro von Maurice Ravel und zu den Symphonischen Tänzen aus West Side Story von Leonard Bernstein an. Später schuf er eigene Kompositionen, die oftmals durch das tschechoslowakische Armeeorchester aufgeführt und auf CD eingespielt wurden.

## Werke

### Werke für Blasorchester
- Alla Marcia Marsch
- Auf der Prager Burg Marsch
- Bagatellu – Bagatella für Horn und Blasorchester
- Barytonetta für Bariton Solo und Blasorchester
- Bolero
- Briosso
- Clarinet Czárdás
- Concertino für Klarinette und Blasorchester
- Drei Amselbrüder für Es-Klarinette und 2 B-Klarinetten Solo und Blasorchester
- Eine kleine Weile Konzertstück
- Feierabend-Polka
- Grotesky pro fagoty s názvem Bručouni
- Habanera
- Intrádu
- Kleine Etüde
- Mala Etuda – Piccolo-Kapriolen
- Matinátu – Mattinata für Sopran-Saxophon Solo und Blasorchester
- Meditace
- Metamorphosis of the Wind Walzer
- Neposedna Polka – Schenk mir ein Lächel’n
- Neumarkter Turnermarsch Marsch mit der Weise aus I bin aus Oberösterreich im Trio[2]
- Pálavanka Polka
- Perličky stříbrného plátna
- Polonézu – Polonaise
- Preludio
- Promenaden-Walzer (Konzertwalzer)
- Reminiscence – Die Reminiszenz
- Romanci pro křídlovku a tenor (Romanze für Flügelhorn und Tenorhorn)
- Selanka
- Serenádu – Serenade
- Teufels-Galopp
- Vorwärts! Marsch
- Welcome March
- Žarošické Polka
- Zastaveníčko
- Zdravice – Begrüßung – Salute
- Zpev Skrivana – Gesang der Lerche Solo für zwei Klarinetten und Blasorchester (arrangiert)